# دیو گیلروی
دیو گیلروی (انگلیسی: Dave Gilroy؛ زادهٔ ۲۳ دسامبر ۱۹۸۲) بازیکن فوتبال اهل بریتانیا است.
از باشگاه‌هایی که در آن بازی کرده‌است می‌توان به باشگاه فوتبال چیپنهام تاون، باشگاه فوتبال بث سیتی، باشگاه فوتبال نیوپورت کانتی، باشگاه فوتبال ووکینگ، باشگاه فوتبال کریبس فریندز لایف، باشگاه فوتبال بریستول راورز، باشگاه فوتبال وستون سوپر مار، باشگاه فوتبال فروم تاون، باشگاه فوتبال کلیودون پارک، و باشگاه فوتبال فارست گرین راورز اشاره کرد.